# 양구군의회
양구군의회는 강원특별자치도 양구군 지역을 관할하는 기초의회이다.